# A Manchester United FC 2019–2020-as szezonja
Ez a szócikk a Manchester United FC 2019–2020-as szezonjáról szól, amely a csapatnak sorozatban 45. volt az angol első osztályban és 28. a Premier League-ben.
A 2008–09-es idény óta a klubnál játszó, az előző szezon nagy részében sérülésekkel bajlódó csapatkapitány, Antonio Valencia az idényt megelőzően távozott a csapattól.
Miután 2020 januárjában a Valencia utódjának kijelölt Ashley Young is távozott a klubtól, Harry Maguire lett a csapatkapitány.
Sir Alex Ferguson távozása óta a United ebben a szezonban tudta először kétszer megverni a városi rivális Manchester City csapatát a Premier League-ben.
2013 óta ebben a szezonban Anthony Martial volt az első Manchester United játékos, aki mesterhármast tudott szerezni Premier League-mérkőzésen. A francia támadót megelőzően Robin van Persie szerzett legutóbb a klub színeiben egy mérkőzésen három gólt 2013. április 22-én.
A Manchester United az előző szezonban elért bajnoki 6. helyezésével erre az idényre az Európa-ligába kvalifikálta magát, ezenkívül a Premier League és a két hazai kupasorozat, az FA-kupa és a Ligakupa küzdelmeiben vett részt.

## Mezek
| Hazai | Hazai 2 | Vendég | Harmadik |

## Előszezon
A 2019–20-as szezont megelőzően a klub ismét részt vett a Nemzetközi Bajnokok Kupája mérkőzésein. Júliusban és Augusztusban a csapat pályára lépett Ausztráliában, Kínában, Szingapúrban, Norvégiában és Walesben. A felkészülési időszak első két mérkőzését Perth városában játszották a Perth Glory és a Leeds United ellen július 13-án és 17-én. A Nemzetközi Bajnokok Kupája keretében az AC Milannal, az Internazionaléval és a Tottenham Hotspurszel mérkőzött meg a csapat. A nyár folyamán Ole Gunnar Solskjær szülővárosának csapatával, a Kristiansunddal is játszottak egy felkészülési mérkőzést.
| Dátum              | Ellenfél          | Helyszín                  | Végeredmény | Góllövők                                           | A meccs embere    | Nézőszám |
| ------------------ | ----------------- | ------------------------- | ----------- | -------------------------------------------------- | ----------------- | -------- |
| 2019. július 13.   | Perth Glory       | Perth Stadion             | 2-0         | Rashford 60', Garner 85'                           | Daniel James      | 50,206   |
| 2019. július 17.   | Leeds United      | Perth Stadion             | 4-0         | Greenwood 7', Rashford 27', Jones 51', Martial 69' | Paul Pogba        | 55,274   |
| 2019. július 20.   | Internazionale    | Nemzeti Stadion           | 1-0         | Greenwood 76'                                      | Aaron Wan-Bissaka | 52,897   |
| 2019. július 25.   | Tottenham Hotspur | Hongkou Football Stadiion | 2-1         | Martial 21', Gomes 80'                             | Anthony Martial   |          |
| 2019. július 30.   | Kristiansund      | Ullevaal Stadion          | 1-0         | Mata 90+2'                                         | Aaron Wan-Bissaka |          |
| 2019. augusztus 3. | AC Milan          | Millennium Stadion        | 2-2 (5-4 b) | Rashford 14', Lingard 72'                          | Aaron Wan-Bissaka |          |

## Premier Leauge
A 2019–2020-as Premier League szezonja 2019. augusztus 9-én kezdődött, majd miután a koronavírus-járvány miatt félbeszakították, zártkapus folytatás mellett 2020. július 26-án ért véget. A Manchester United az utolsó tizennégy fordulót veretlenül zárva a tabella 3. helyén végzett.
| Dátum                | Ellenfél        | H / V | Végeredmény | Góllövők                                                            | A meccs embere    | Nézőszám | Helyezés |
| -------------------- | --------------- | ----- | ----------- | ------------------------------------------------------------------- | ----------------- | -------- | -------- |
| 2019. augusztus 11.  | Chelsea         | H     | 4-0         | Rashford 18' (b.), 67', Martial 65', James 81'                      | Harry Maguire     | 73,620   | 2.       |
| 2019. augusztus 19.  | Wolverhampton   | V     | 1–1         | Martial 27'                                                         | Anthony Martial   | 31,314   | 4.       |
| 2019. augusztus 24.  | Crysal Palace   | H     | 1-2         | James 89'                                                           | Daniel James      | 73,454   | 5.       |
| 2019. augusztus 31.  | Southampton     | V     | 1–1         | James 10'                                                           | Daniel James      | 30,499   | 8.       |
| 2019. szeptember 14. | Leicester       | H     | 1-0         | Rashford 8' (b.)                                                    | Scott McTominay   | 73,689   | 4.       |
| 2019. szeptember 22. | West Ham        | V     | 0–2         |                                                                     |                   | 59,936   | 8.       |
| 2019. szeptember 30. | Arsenal         | H     | 1–1         | McTominay 45'                                                       | Scott McTominay   | 73,201   | 10.      |
| 2019. október 6.     | Newcastle       | V     | 0–1         |                                                                     |                   | 51,198   | 12.      |
| 2019. október 19.    | Liverpool       | H     | 1–1         | Rashford 36'                                                        | Marcus Rashford   | 73,737   | 13.      |
| 2019. október 26.    | Norwich         | V     | 3-1         | McTominay 21', Rashford 30', Martial 73'                            | Marcus Rashford   | 27,108   | 7.       |
| 2019. november 2.    | Bournemouth     | V     | 0-1         |                                                                     |                   | 10,669   | 8.       |
| 2019. november 9.    | Brighton        | H     | 3-1         | Pereira 17', Pröpper 19' (ög.), Rashford 66'                        | Brandon Williams  | 73,556   | 7.       |
| 2019. november 24.   | Sheffield       | V     | 3-3         | Williams 72', Greenwood 77', Rashford 79'                           |                   | 32,024   | 9.       |
| 2019. november 30.   | Aston Villa     | H     | 2-2         | Heaton 42' (ög.), Lindelöf 64'                                      | Harry Maguire     | 32,024   | 9.       |
| 2019. december 3.    | Tottenham       | H     | 2-1         | Rashford 6', 49' (b.)                                               | Marcus Rashford   | 73,252   | 6.       |
| 2019. december 7.    | Manchester City | V     | 2-1         | Rashford 23' (b.), Martial 29',                                     | Aaron Wan-Bissaka | 54,403   | 5.       |
| 2019. december 15.   | Everton         | H     | 1-1         | Greenwood 77'                                                       | Mason Greenwood   | 73,328   | 6.       |
| 2019. december 22.   | Watford         | V     | 0–2         |                                                                     |                   | 21,488   | 8.       |
| 2019. december 26.   | Newcastle       | H     | 4-1         | Martial 24',51', Greenwood 36', Rashford 41'                        | Anthony Martial   | 73,206   | 7.       |
| 2019. december 28.   | Burnley         | V     | 2-0         | Martial 44', Rashford 90+5'                                         | Brandon Williams  | 21,924   | 5.       |
| 2020. január 1.      | Arsenal         | V     | 0-2         |                                                                     |                   | 60,328   | 5.       |
| 2020. január 11.     | Norwich         | H     | 4-0         | Rashford 27', 52' (b.), Martial 54', Greenwood 76'                  | Marcus Rashford   | 73,271   | 5.       |
| 2020. január 18.     | Liverpool       | V     | 0-2         |                                                                     |                   | 52,916   | 5.       |
| 2020. január 21.     | Burnley         | H     | 0-2         |                                                                     |                   | 73,198   | 5.       |
| 2020. február 1.     | Wolverhampton   | H     | 0-0         |                                                                     | Bruno Fernandes   | 73,363   | 8.       |
| 2020. február 8.     | Chelsea         | V     | 2-0         | Martial 45', Maguire 66'                                            | Bruno Fernandes   | 40,504   | 7.       |
| 2020. február 22.    | Watford         | H     | 3-0         | Fernandes 42' (b.), Martial 58', Greenwood 75'                      |                   |          | 5.       |
| 2020. március 1.     | Everton         | V     | 1-1         | Fernandes 31'                                                       |                   |          | 5.       |
| 2020. március 8.     | Manchester City | H     | 2-0         | Martial 30', McTominay 90+6'                                        | Anthony Martial   |          | 5.       |
| 2020. június 19.     | Tottenham       | V     | 1-1         | Fernandes 81' (b.)                                                  | Bruno Fernandes   |          | 5.       |
| 2020. június 24.     | Sheffield       | H     | 3-0         | Martial 7', 44', 74',                                               | Anthony Martial   |          | 5.       |
| 2020. június 30.     | Brighton        | V     | 3-0         | Greenwood 16', Fernandes 29', 50',                                  | Bruno Fernandes   |          | 5.       |
| 2020. július 4.      | Bournemouth     | H     | 5-2         | Greenwood 29', 54', Rashford 35' (b.), Martial 45+2', Fernandes 59' | Mason Greenwood   |          | 4.       |
| 2020. július 8.      | Aston Villa     | V     | 3-0         | Fernandes 27' (b.), Greenwood 45+5', Pogba 58'                      | Mason Greenwood   |          | 5.       |
| 2020. július 11.     | Southampton     | H     | 2-2         | Rashford 20', Martial 23',                                          |                   |          | 5.       |
| 2020. július 15.     | Crysal Palace   | V     | 1-0         | Rashford 45+1', Martial 78',                                        | Marcus Rashford   |          | 5.       |
| 2020. július 18.     | West Ham        | H     | 1-1         | Greenwood 51'                                                       |                   |          | 3.       |
| 2020. július 26.     | Leicester       | V     | 2-0         | Fernandes 71' (b.), Lingard 90+8'                                   | Bruno Fernandes   | -        | 3.       |

### Bajnoki tabella
| Hely. | Csapat                  | M  | Gy | D  | V  | G+  | G– | Gk  | P  | Továbbjutás vagy kiesés      |
| ----- | ----------------------- | -- | -- | -- | -- | --- | -- | --- | -- | ---------------------------- |
| 1.    | Liverpool (B)           | 38 | 32 | 3  | 3  | 85  | 33 | +52 | 99 | Bajnokok Ligája-csoportkör   |
| 2.    | Manchester City CV      | 38 | 26 | 3  | 9  | 102 | 35 | +67 | 81 | Bajnokok Ligája-csoportkör   |
| 3.    | Manchester United       | 38 | 18 | 12 | 8  | 66  | 36 | +30 | 66 | Bajnokok Ligája-csoportkör   |
| 4.    | Chelsea                 | 38 | 20 | 6  | 12 | 69  | 54 | +15 | 66 | Bajnokok Ligája-csoportkör   |
| 5.    | Leicester City          | 38 | 18 | 8  | 12 | 67  | 41 | +26 | 62 | Európa-liga-csoportkör       |
| 6.    | Tottenham Hotspur       | 38 | 16 | 11 | 11 | 61  | 47 | +14 | 59 | Európa-liga 2. selejtezőkör  |
| 7.    | Wolverhampton Wanderers | 38 | 15 | 14 | 9  | 51  | 40 | +11 | 59 |                              |
| 8.    | Arsenal (C)             | 38 | 14 | 14 | 10 | 56  | 48 | +8  | 56 | Európa-liga-csoportkör       |
| 9.    | Sheffield United Ú      | 38 | 14 | 12 | 12 | 39  | 39 | 0   | 54 |                              |
| 10.   | Burnley                 | 38 | 15 | 9  | 14 | 43  | 50 | −7  | 54 |                              |
| 11.   | Southampton             | 38 | 15 | 7  | 16 | 51  | 60 | −9  | 52 |                              |
| 12.   | Everton                 | 38 | 13 | 10 | 15 | 44  | 56 | −12 | 49 |                              |
| 13.   | Newcastle United        | 38 | 11 | 11 | 16 | 38  | 58 | −20 | 44 |                              |
| 14.   | Crystal Palace          | 38 | 11 | 10 | 17 | 31  | 50 | −19 | 43 |                              |
| 15.   | Brighton & Hove Albion  | 38 | 9  | 14 | 15 | 39  | 54 | −15 | 41 |                              |
| 16.   | West Ham United         | 38 | 10 | 9  | 19 | 49  | 62 | −13 | 39 |                              |
| 17.   | Aston Villa Ú           | 38 | 9  | 8  | 21 | 41  | 67 | −26 | 35 |                              |
| 18.   | Bournemouth (K)         | 38 | 9  | 7  | 22 | 40  | 65 | −25 | 34 | Kiesik az EFL Championshipbe |
| 19.   | Watford (K)             | 38 | 8  | 10 | 20 | 36  | 64 | −28 | 34 | Kiesik az EFL Championshipbe |
| 20.   | Norwich City Ú (K)      | 38 | 5  | 6  | 27 | 26  | 75 | −49 | 21 | Kiesik az EFL Championshipbe |

## EFL Ligakupa
A Ligakupa 3. fordulójának sorsolását 2019. augusztus 30-án tartották, a Manchester United a Rochdale csapatát kapta ellenfélnek. A két csapat ezt megelőzően egyszer, az 1985–86-os FA-kupában találkozott, akkor a Manchester United nyert 2–0-ra. A mérkőzést szeptember 25-én az Old Traffordon rendezték meg, a United a rendes játékidő 1–1-es döntetlenje után 5-3-ra megnyerte a büntetőpárbajt és továbbjutott. A 4. forduló sorsolását 2019. szeptember 26-án tartották. A Manchester United a Chelsea csapatát kapta ellenfélnek. A mérkőzést október 30-án a Stamford Bridge-en rendezték meg, ahonnan a United 2-1-es győzelemmel távozott miután Marcus Rashford duplázott a londoni csapat ellen. Az 5. forduló sorsolását 2019. október 31-én tartották. A Manchester United a harmadosztályban szereplő Colchester United csapatát kapta ellenfélnek. A mérkőzést december 17-én az Old Traffordon rendezték meg, ahonnan a United 3-0-ás győzelemmel távozott miután Marcus Rashford és Anthony Martial is betalált illetve Ryan Jackson öngólt lőtt. Az elődöntő sorsolását 2019. december 18-án tartották. A Manchester United a városi rivális Manchester City csapatát kapta ellenfélnek. Az első mérkőzést 2020. január 7-én az Old Traffordon rendezték meg, míg a visszavágót január 29-én az Etihad Stadionban. Az első mérkőzésen Manchester City nyert 3-1-re. A visszavágón a Manchester United Nemanja Matić góljával 1-0-ra nyert idegenben, de összesítésben (3-2) a Manchester City jutott tovább.
| Dátum                | Forduló                  | Ellenfél          | H / V | Végeredmény  | Góllövők                                     | A meccs embere  | Nézőszám |
| -------------------- | ------------------------ | ----------------- | ----- | ------------ | -------------------------------------------- | --------------- | -------- |
| 2019. szeptember 24. | 3. forduló               | Rochdale          | H     | 1–1 (5–3 b.) | Greenwood 68'                                | Mason Greenwood |          |
| 2019. október 30.    | 4. forduló               | Chelsea           | V     | 2-1          | Rashford 25' (b.), 73'                       | Marcus Rashford | 38,645   |
| 2019. december 18.   | 5. forduló               | Colchester United | H     | 3-0          | Rashford 51', Jackson 56' (ög.), Martial 61' |                 | 57,559   |
| 2020. január 7.      | Elődöntő (Első mérkőzés) | Manchester City   | H     | 1–3          | Rashford 70'                                 |                 | 69,023   |
| 2020. január 29.     | Elődöntő (Visszavágó)    | Manchester City   | V     | 1-0          | Matić 35'                                    |                 |          |

## Európa-liga

### Csoportkör
Az Európa Liga 2019-2020-as kiírásának csoportkörét 2019. augusztus 30-án sorsolták ki. A csapat az L-csoportba nyert besorolást. Ellenfelei a kazah Asztana, a szerb Partizan és a holland AZ lettek. A United először játszik története során kazah csapattal, és az AZ Alkmaar ellen is először lépnek pályára tétmérkőzésen. A Partizannal az 1965–66-os BEK-sorozatban az elődöntőben mérkőztek meg, akkor 2–1-es összesítéssel a Partizan jutott tovább a párharcból. A csoportkör utolsó mérkőzését 2019. december 12-én játszották az Old Traffordon az AZ ellen, amelyet a United 4-0-ra megnyert, így elsőként jutott tovább a csoportból.
| Dátum                | Ellenfél | H / V | Végeredmény | Góllövők                                     | A meccs embere   | Nézőszám | Helyezés |
| -------------------- | -------- | ----- | ----------- | -------------------------------------------- | ---------------- | -------- | -------- |
| 2019. szeptember 19. | Asztana  | H     | 1–0         | Greenwood 73'                                | Mason Greenwood  | 50,783   | 1.       |
| 2019. október 3.     | AZ       | V     | 0–0         |                                              |                  |          | 2.       |
| 2019. október 24.    | Partizan | V     | 1-0         | Martial 43' (b.)                             | Brandon Williams |          | 1.       |
| 2019. november 7.    | Partizan | H     | 3-0         | Grenwood 21', Martial 33', Rashford 49'      | Mason Greenwood  | 62,955   | 1.       |
| 2019. november 28.   | Asztana  | V     | 1-2         | Lingard 10'                                  |                  |          | 1.       |
| 2019. december 12.   | AZ       | H     | 4-0         | Young 53', Greenwood 58', 64', Mata 62' (b.) | Mason Greenwood  | 65,773   | 1.       |

### Egyenes kieséses szakasz
Az egyenes kieséses szakaszba az Európa-liga csoportkör csoportjainak első két helyezettje, valamint az UEFA-bajnokok ligája csoportkör csoportjainak harmadik helyezettjei jutottak be.
A december 16-ai sorsoláson a belga Club Brugge lett a United következő ellenfele. A mérkőzéseket 2020. február 20-án (1-1) és 27-én (5-0) tartották meg. A United 5-1-es összesítéssel továbbjutott a következő fordulóba. A nyolcaddöntő sorsolását február 28-án tartották ahol a United a LASK csapatát kapta következő ellenfélnek. az első mérkőzést (5-0) március 12-én tartották meg. A visszavágót augusztus 5-én rendezték az Old Traffordon, ahol a csapat 2-1-es végeredménnyel, 7-1-es összesítéssel jutott tovább a negyeddöntőbe. A negyeddöntőben a csapat a dán Københavnal találkozott augusztus 10-én a Németországban található RheinEnergieStadionban. A mérkőzésen a United két kapufát is lőtt és két leshelyzet miatt meg nem adott gólig jutott a rendes játékidőben, végül a hosszabbításban Bruno Fernandes 95. percben tizenegyesből szerzett találatával továbbjutott az elődöntőbe. Az elődöntőben a United a Sevillaval találkozott augusztus 16-án a RheinEnergieStadionban. A United 2-1-re kikapott a spanyol csapattól, így nem jutott be a sorozat döntőjébe
| Dátum               | Ellenfél    | Forduló                                    | H / V               | Végeredmény | Góllövők                                                        | A meccs embere | Nézőszám |
| ------------------- | ----------- | ------------------------------------------ | ------------------- | ----------- | --------------------------------------------------------------- | -------------- | -------- |
| 2020. február 20.   | Club Brugge | A legjobb 16 közé jutásért (első mérkőzés) | V                   | 1-1         | Martial 36'                                                     |                |          |
| 2020. február 27.   | Club Brugge | A legjobb 16 közé jutásért (visszavágó)    | H                   | 5-0         | Fernandes 27' (b.), Ighalo 34', McTominay 41', Fred 82', 90+3'  |                |          |
| 2020. március 12.   | LASK        | Nyolcaddöntő (első mérkőzés)               | V                   | 5-0         | Ighalo 28', James 58', Mata 82', Greenwood 90+2', Pereira 90+3' |                | -        |
| 2020. augusztus 5.  | LASK        | Nyolcaddöntő (visszavágó)                  | H                   | 2-1         | Lingard 57', Martial 88'                                        | Jesse Lingard  | -        |
| 2020. augusztus 10. | København   | Negyeddöntő                                | RheinEnergieStadion | 1-0         | Fernandes 95' (b.)                                              |                | -        |
| 2020. augusztus 16. | Sevilla     | Elődöntő                                   | RheinEnergieStadion | 1-2         | Fernandes 9' (b.)                                               |                | -        |

## FA-kupa
A Manchester United a harmadik körben kapcsolódott be a kupaküzdelmekbe. 2020. január 4-én a szintén a Premier League-ben szereplő Wolverhamptonnal találkoztak a Molineux Stadionban. A mérkőzés 0-0-s döntetlennel zárult. Az újrajátszás január 15-én, az Old Traffordon rendezték meg, a United Juan Mata góljával továbbjutott a negyedik fordulóba. A negyedik fordulóban a League Oneban szereplő Tranmere Rovers csapatát kapta. A mérkőszést január 26-án játszották a Prenton Parkban, ahol a United 6-0-s győzelemmel jutott tovább. Az ötödik fordulóban a Championshipben szereplő Derby County csapatát kapta. A mérkőszést március 5-én játszották a Pride Park Stadionban, ahol a United egy 3-0-ás győzelemmel jutott tovább. A United a negyeddöntőben Norwich City csapatát kapta ellenfélnek. A mérkőzést a koronavírus okozta kényszerszünet miatt június 27-én rendezté meg a Carrow Roadon. A találkozót hosszabbítást követően a Manchester United nyerte meg, a csapat góljait Odion Ighalo és Harry Maguire szerezték. Az elődöntő sorsolását 2020. június 28-án tartották, ahol a United a Chelsea csapatát kapta. A mérkőzést 2020. július 19-én tartották a Wembley-ben. A mérkőzés első félidejének hosszabbításában, majd az első félidő első percében gólt szerző Chelsea kétgólos előnyre tett szert a Uniteddel szemben, amely a találkozó hajrájában Bruno Fernandes büntetőből szerzett góljával csak szépíteni tudott. A londoni csapat 3–1-es győzelmével bejutott a sorozat döntőjébe és megszakította a manchesteri csapat 19 mérkőzéses veretlenségi sorozatát.
| Dátum            | Forduló                  | Ellenfél        | H / V   | Végeredmény | Góllövők                                                                       | A meccs embere | Nézőszám |
| ---------------- | ------------------------ | --------------- | ------- | ----------- | ------------------------------------------------------------------------------ | -------------- | -------- |
| 2020. január 4.  | 3. forduló               | Wolves          | V       | 0-0         |                                                                                |                | 31,381   |
| 2020. január 15. | 3. forduló (Újrajátszás) | Wolves          | H       | 1-0         | Mata 67'                                                                       | Juan Mata      | 67,025   |
| 2020. január 26. | 4. forduló               | Tranmere Rovers | V       | 6-0         | Maguire 10', Dalot 13', Lingard 16', Jones 41' Martial 45', Greenwood 56' (b.) | Jesse Lingard  |          |
| 2020. március 5. | 5. forduló               | Derby County    | V       | 3-0         | Shaw 33', Ighalo 41',70'                                                       | Odion Ighalo   |          |
| 2020. június 27. | Negyeddöntő              | Norwich City    | V       | 2-1         | Ighalo 51', Maguire 118'                                                       | Harry Maguire  | -        |
| 2020. július 19. | Elődöntő                 | Chelsea         | Wembley | 1–3         | Fernandes 85' (b.)                                                             |                | -        |

## Átigazolások

### Érkezők
| Dátum              | Poszt | Név               | Honnan            | Ár                                 | Forrás |
| ------------------ | ----- | ----------------- | ----------------- | ---------------------------------- | ------ |
| 2019. június 12.   | KP    | Daniel James      | Swansea City      | 17 millió font                     | [ 32 ] |
| 2019. június 29.   | V     | Aaron Wan-Bissaka | Crystal Palace    | 55 millió font                     | [ 34 ] |
| 2019. augusztus 5. | V     | Harry Maguire     | Leicester City    | 87 millió font                     | [ 36 ] |
| 2020. január 30.   | KP    | Bruno Fernandes   | Sporting          | 68 millió font                     | [ 38 ] |
| 2020. január 31.   | K     | Nathan Bishop     | Southend United   | Nem nyílvános                      | [ 39 ] |
| 2020. január 31.   | CS    | Odion Ighalo      | Sanghaj Greenland | Kölcsönben a Sanghaj Greenland-tól | [ 40 ] |

Összes kiadás:  £227 Millió

### Távozók
| Dátum               | Poszt | Név              | Hova                | Ár                          | Forrás        |
| ------------------- | ----- | ---------------- | ------------------- | --------------------------- | ------------- |
| 2019. június 30.    | V     | Antonio Valencia | LDU Quito           | Ingyen, lejárt a szerződése | [ 41 ] [ 42 ] |
| 2019. június 30.    | V     | Regan Poole      | Milton Keynes Dons  | Ingyen, lejárt a szerződése | [ 43 ] [ 44 ] |
| 2019. június 30.    | KP    | Matty Willock    | Gillingham          | Ingyen, lejárt a szerződése | [ 43 ] [ 45 ] |
| 2019. június 30.    | V     | Ander Herrera    | Paris Saint-Germain | Ingyen, lejárt a szerződése | [ 46 ] [ 47 ] |
| 2019. június 30.    | Cs    | James Wilson     | Aberdeen            | Ingyen, lejárt a szerződése | [ 48 ]        |
| 2019. június 30.    | KP    | Joshua Bohui     | NAC Breda           | Ingyen, lejárt a szerződése | [ 49 ]        |
| 2019. június 30.    | V     | Matthew Olosunde | Rotherham United    | Ingyen, lejárt a szerződése | [ 50 ]        |
| 2019. augusztus 8.  | CS    | Romelu Lukaku    | Internazionale      | 65 000 000 euró             | [ 51 ]        |
| 2019. szeptember 2. | V     | Matteo Darmian   | Parma               | 1 500 000 euró              | [ 52 ]        |
| 2020. január 17.    | V     | Ashley Young     | Internazionale      | 1 500 000 euró              | [ 53 ]        |

Összes bevétel:  €68 Millió

### Kölcsönben távozók
| -tól                | -ig                | Poszt | Név                       | Hova             | Forrás |
| ------------------- | ------------------ | ----- | ------------------------- | ---------------- | ------ |
| 2019. július 8.     | 2020. június 30.   | K     | Kieran O’Hara             | Burton Albion    | [ 54 ] |
| 2019. július 26.    | 2020. június 30.   | K     | Dean Henderson            | Sheffield United | [ 55 ] |
| 2019. augusztus 13. | 2020. június 30.   | K     | Joel Pereira              | Hearts           | [ 56 ] |
| 2019. augusztus 13. | 2020. június 30.   | V     | George Tanner             | Morecambe        | [ 57 ] |
| 2019. augusztus 13. | 2020. december 31. | KP    | Aidan Barlow              | Tromsø           | [ 58 ] |
| 2019. augusztus 16. | 2020. június 30.   | KP    | Ethan Hamilton            | Southend United  | [ 59 ] |
| 2019. augusztus 29. | 2020. június 30.   | CS    | Alexis Sánchez            | Internazionale   | [ 60 ] |
| 2019. augusztus 30. | 2020. június 30.   | V     | Chris Smalling            | AS Roma          | [ 61 ] |
| 2019. szeptember 2. | 2020. január 9.    | V     | Cameron Borthwick-Jackson | Tranmere Rovers  | [ 62 ] |
| 2019. július 8.     | 2020. június 30.   | K     | Kieran O’Hara             | Burton Albion    | [ 63 ] |
| 2020. január 6.     | 2020. június 30.   | KP    | Ethan Hamilton            | Bolton Wanderers | [ 64 ] |
| 2020. január 24.    | 2020. június 30.   | V     | Cameron Borthwick-Jackson | Oldham Athletic  | [ 65 ] |
| 2020. január 30.    | 2020. június 30.   | V     | Marcos Rojo               | Estudiantes      | [ 66 ] |

## Statisztika
| Mezszám | Poszt | Név                 | Bajnokság     | Bajnokság | FA -kupa      | FA -kupa | Ligakupa      | Ligakupa | Európa-liga   | Európa-liga | Összesen      | Összesen | Lapok | Lapok |
| Mezszám | Poszt | Név                 | Pályára lépés | Gól       | Pályára lépés | Gól      | Pályára lépés | Gól      | Pályára lépés | Gól         | Pályára lépés | Gól      |       |       |
| ------- | ----- | ------------------- | ------------- | --------- | ------------- | -------- | ------------- | -------- | ------------- | ----------- | ------------- | -------- | ----- | ----- |
| 1       | GK    | David de Gea        | 38            | 0         | 1             | 0        | 2             | 0        | 2             | 0           | 43            | 0        | 2     | 0     |
| 2       | DF    | Victor Lindelöf     | 35            | 1         | 5             | 0        | 3             | 0        | 3(1)          | 0           | 46(1)         | 1        | 6     | 0     |
| 3       | DF    | Eric Bailly         | 1(3)          | 0         | 3             | 0        | 0             | 0        | 4             | 0           | 8(3)          | 0        | 2     | 0     |
| 4       | DF    | Phil Jones          | 2             | 0         | 1             | 1        | 2             | 0        | 2(1)          | 0           | 7(1)          | 1        | 2     | 0     |
| 5       | DF    | Harry Maguire (c)   | 38            | 1         | 5             | 2        | 3             | 0        | 9             | 0           | 55            | 3        | 9     | 0     |
| 6       | MF    | Paul Pogba          | 13(3)         | 1         | 0(2)          | 0        | 1             | 0        | 2(1)          | 0           | 16(6)         | 1        | 2     | 0     |
| 7       | FW    | Alexis Sánchez      | 0             | 0         | 0             | 0        | 0             | 0        | 0             | 0           | 0             | 0        | 0     | 0     |
| 8       | MF    | Juan Mata           | 8(11)         | 0         | 4             | 1        | 1(2)          | 0        | 8(3)          | 2           | 21(16)        | 3        | 1     | 0     |
| 9       | FW    | Anthony Martial     | 31(1)         | 17        | 2(3)          | 1        | 2(2)          | 1        | 6(1)          | 4           | 41(7)         | 23       | 1     | 0     |
| 10      | FW    | Marcus Rashford     | 31            | 17        | 1(3)          | 0        | 3             | 4        | 4(2)          | 1           | 39(5)         | 22       | 4     | 0     |
| 12      | DF    | Chris Smalling      | 0             | 0         | 0             | 0        | 0             | 0        | 0             | 0           | 0             | 0        | 0     | 0     |
| 13      | GK    | Lee Grant           | 0             | 0         | 0             | 0        | 0             | 0        | 1             | 0           | 1             | 0        | 0     | 0     |
| 14      | MF    | Jesse Lingard       | 9(13)         | 1         | 3(1)          | 1        | 4(1)          | 0        | 4(5)          | 2           | 20(20)        | 4        | 5     | 0     |
| 15      | MF    | Andreas Pereira     | 18(7)         | 1         | 2(2)          | 0        | 3(2)          | 0        | 2(4)          | 1           | 25(15)        | 2        | 4     | 0     |
| 16      | DF    | Marcos Rojo         | 1(2)          | 0         | 0             | 0        | 2             | 0        | 4             | 0           | 7(2)          | 0        | 1     | 0     |
| 17      | MF    | Fred                | 23(6)         | 0         | 4(2)          | 0        | 4             | 0        | 8(1)          | 2           | 39(9)         | 2        | 12    | 0     |
| 18      | DF    | Ashley Young        | 10(2)         | 0         | 1             | 0        | 1(1)          | 0        | 2(1)          | 1           | 15(4)         | 1        | 8     | 0     |
| 18      | MF    | Bruno Fernandes     | 14            | 8         | 3             | 1        | —             | —        | 4(1)          | 3           | 21(1)         | 12       | 3     | 0     |
| 20      | DF    | Diogo Dalot         | 1(3)          | 0         | 3(1)          | 1        | 0             | 0        | 3             | 0           | 7(4)          | 1        | 1     | 0     |
| 21      | MF    | Daniel James        | 26(7)         | 3         | 3             | 0        | 2(2)          | 0        | 4(2)          | 1           | 35(11)        | 4        | 4     | 0     |
| 22      | GK    | Sergio Romero       | 0             | 0         | 5             | 0        | 3             | 0        | 9             | 0           | 17            | 0        | 0     | 0     |
| 23      | DF    | Luke Shaw           | 20(4)         | 0         | 3             | 1        | 2             | 0        | 4             | 0           | 29(4)         | 1        | 8     | 0     |
| 24      | DF    | Timothy Fosu-Mensah | 2(1)          | 0         | 0(1)          | 0        | 0             | 0        | 1(1)          | 0           | 3(3)          | 0        | 1     | 0     |
| 25      | FW    | Odion Ighalo        | 0(11)         | 0         | 2(1)          | 3        | —             | —        | 3(2)          | 2           | 5(14)         | 5        | 0     | 0     |
| 26      | FW    | Mason Greenwood     | 12(19)        | 10        | 3(2)          | 1        | 4             | 1        | 7(2)          | 5           | 26(23)        | 17       | 0     | 0     |
| 28      | MF    | Angel Gomes         | 0(2)          | 0         | 0             | 0        | 0(1)          | 0        | 3             | 0           | 3(3)          | 0        | 0     | 0     |
| 29      | DF    | Aaron Wan-Bissaka   | 34(1)         | 0         | 2             | 0        | 4             | 0        | 5             | 0           | 45(1)         | 0        | 8     | 0     |
| 30      | GK    | Nathan Bishop       | 0             | 0         | 0             | 0        | —             | —        | 0             | 0           | 0             | 0        | 0     | 0     |
| 31      | MF    | Nemanja Matić       | 18(3)         | 0         | 4(1)          | 0        | 2(1)          | 1        | 4(1)          | 0           | 28(6)         | 1        | 4     | 1     |
| 35      | DF    | Demetri Mitchell    | 0             | 0         | 0             | 0        | 0             | 0        | 0             | 0           | 0             | 0        | 0     | 0     |
| 37      | MF    | James Garner        | 0(1)          | 0         | 0             | 0        | 0(1)          | 0        | 3(1)          | 0           | 3(3)          | 0        | 0     | 0     |
| 38      | DF    | Axel Tuanzebe       | 2(3)          | 0         | 0             | 0        | 2             | 0        | 3             | 0           | 7(3)          | 0        | 0     | 0     |
| 39      | MF    | Scott McTominay     | 20(7)         | 4         | 2             | 0        | 1             | 0        | 5(2)          | 1           | 28(9)         | 5        | 4     | 0     |
| 40      | GK    | Joel Castro Pereira | 0             | 0         | 0             | 0        | 0             | 0        | 0             | 0           | 0             | 0        | 0     | 0     |
| 41      | DF    | Ethan Laird         | 0             | 0         | 0             | 0        | 0             | 0        | 1(1)          | 0           | 1(1)          | 0        | 1     | 0     |
| 44      | FW    | Tahith Chong        | 0(3)          | 0         | 1(1)          | 0        | 1             | 0        | 2(4)          | 0           | 4(8)          | 0        | 0     | 0     |
| 47      | MF    | Arnau Puigmal       | 0             | 0         | 0             | 0        | 0             | 0        | 0             | 0           | 0             | 0        | 0     | 0     |
| 49      | FW    | D'Mani Mellor       | 0             | 0         | 0             | 0        | 0             | 0        | 0(1)          | 0           | 0(1)          | 0        | 0     | 0     |
| 51      | GK    | Matěj Kovář         | 0             | 0         | 0             | 0        | 0             | 0        | 0             | 0           | 0             | 0        | 0     | 0     |
| 52      | DF    | Max Taylor          | 0             | 0         | 0             | 0        | 0             | 0        | 0             | 0           | 0             | 0        | 0     | 0     |
| 53      | DF    | Brandon Williams    | 11(6)         | 1         | 3(3)          | 0        | 3(2)          | 0        | 8             | 0           | 25(11)        | 1        | 9     | 0     |
| 54      | MF    | Ethan Galbraith     | 0             | 0         | 0             | 0        | 0             | 0        | 0(1)          | 0           | 0(1)          | 0        | 0     | 0     |
| 58      | DF    | Di'Shon Bernard     | 0             | 0         | 0             | 0        | 0             | 0        | 1             | 0           | 1             | 0        | 0     | 0     |
| 59      | FW    | Largie Ramazani     | 0             | 0         | 0             | 0        | 0             | 0        | 0(1)          | 0           | 0(1)          | 0        | 0     | 0     |
| 63      | MF    | Dylan Levitt        | 0             | 0         | 0             | 0        | 0             | 0        | 1             | 0           | 1             | 0        | 1     | 0     |
| 71      | DF    | Teden Mengi         | 0             | 0         | 0             | 0        | 0             | 0        | 0(1)          | 0           | 0(1)          | 0        | 0     | 0     |
| öngól   | öngól | öngól               | —             | 1         | —             | 0        | —             | 1        | —             | 0           | —             | 2        | —     | —     |

2020. augusztus 16-án frissítve.